# Siemiennik
Siemiennik [pronunciación en polaco: /ɕɛˈmjɛnnik/] es un asentamiento ubicado en el distrito administrativo de Gmina Kutno, dentro del Distrito de Kutno, Voivodato de Łódź, en Polonia central. Se encuentra aproximadamente a 7 kilómetros al oeste de Kutno y a 50 kilómetros al norte de la capital regional Łódź.